# Pernagera kingstonensis
Pernagera kingstonensis är en snäckart som först beskrevs av Legrand 1871.  Pernagera kingstonensis ingår i släktet Pernagera och familjen Charopidae. Inga underarter finns listade i Catalogue of Life.